# (24649) Balaklava
(24649) Balaklava (1985 SG3) – planetoida z grupy pasa głównego asteroid okrążająca Słońce w ciągu 5,68 lat w średniej odległości 3,18 j.a. Odkryta 19 września 1985 roku.